# Dîmerka, Kozeleț
Dîmerka (în ucraineană Димерка) este un sat în comuna Olbîn din raionul Kozeleț, regiunea Cernihiv, Ucraina.

## Demografie
Componența lingvistică a localității Dîmerka
     Ucraineană (98,15%)
     Rusă (1,85%)
Conform recensământului din 2001, majoritatea populației localității Dîmerka era vorbitoare de ucraineană (98,15%), existând în minoritate și vorbitori de rusă (1,85%).